# Bauska

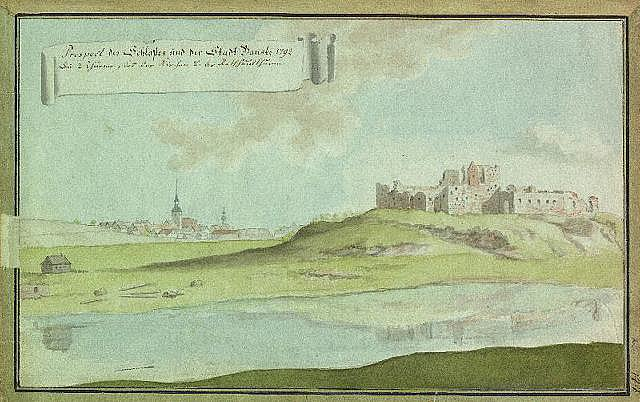
Ruines de 1792

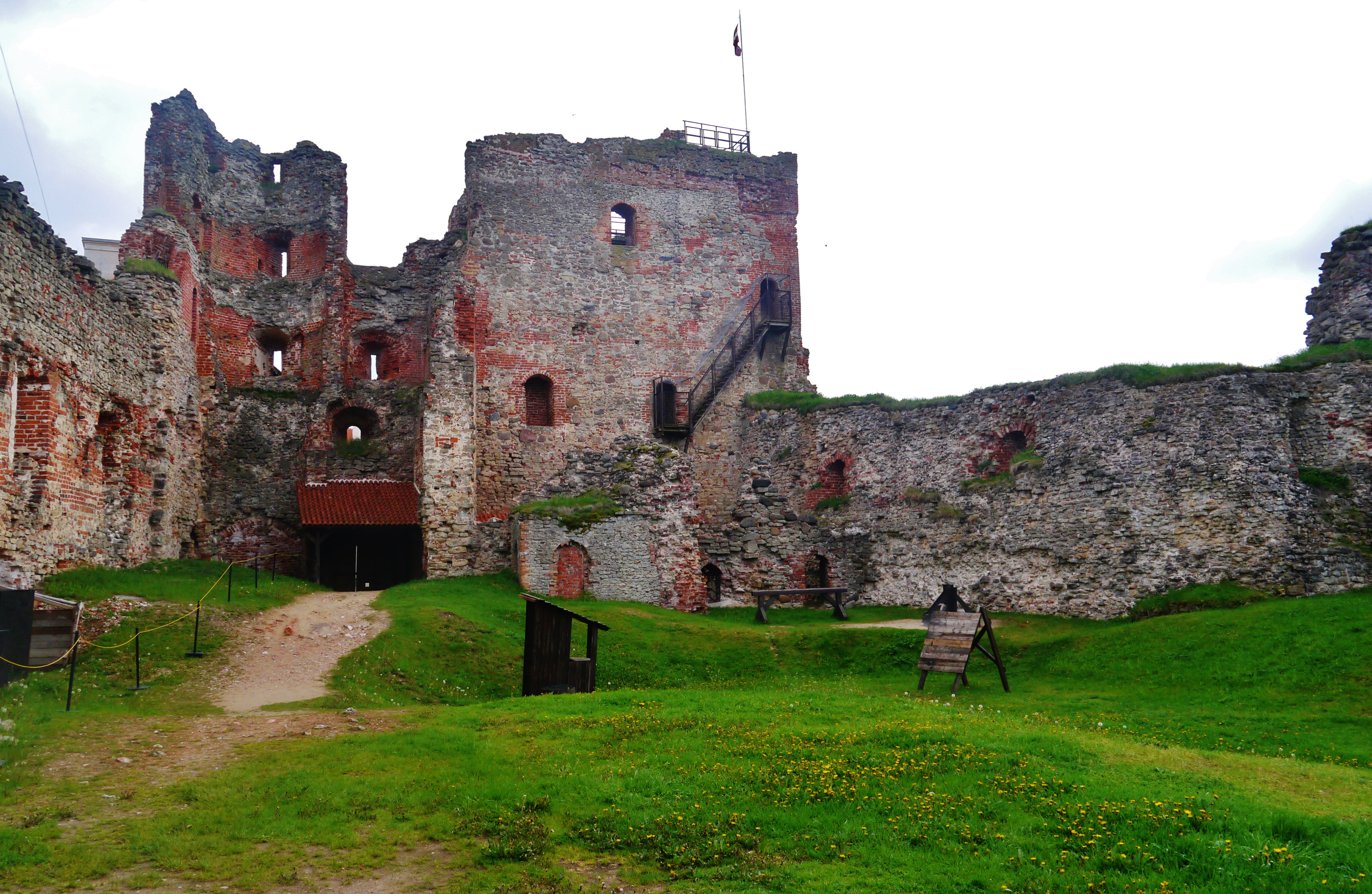
Cour intérieure avant restauration

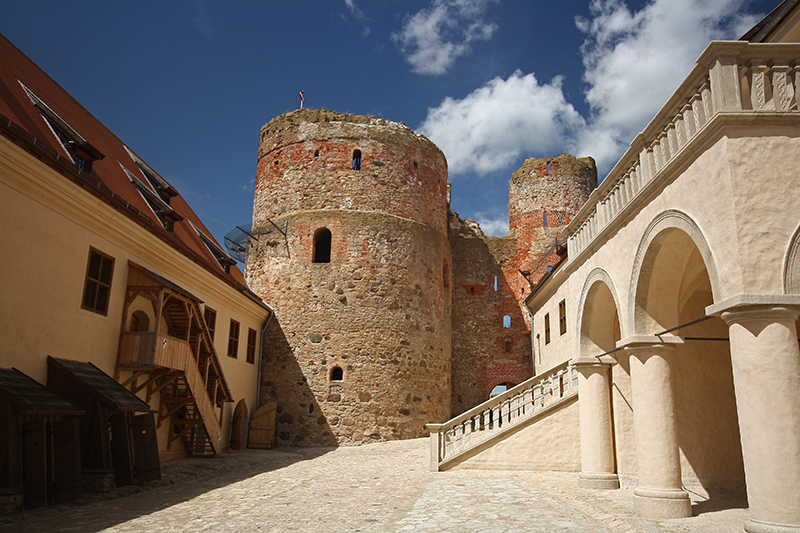
Cour intérieure en 2015

Bauska est une ville située dans la région de Sémigalie, en Lettonie, chef-lieu de la municipalité de Bauska. 

## Géographie
Bauska est située au point de confluence des rivières Musa et Mēmele, à partir duquel elles forment la rivière Lielupe. Elle se trouve à 40 km au sud-est de Jelgava et à 61 km au sud de Riga.

## Histoire
Le territoire environnant Bauska est habité par les tribus sémigaliennes. Au milieu du XVe siècle, les germains de l'ordre de Livonie construisent le château de Bauska. La cité se développe à partir de 1580 et obtient les droits de ville en 1609. À la suite de la guerre de Livonie Bauska fait partie du duché de Courlande.
Aux XVIIe et XVIIIe siècles, le château et la ville de Bauska subissent de nombreuses destructions pendant les attaques de l'empire suédois durant la guerre de Trente Ans et des Russes durant la grande guerre du Nord. En 1711, la peste extermine la moitié de la population de Bauska. En 1812, Bauska est l'un des points de transit de l'armée de Napoléon en route pour Moscou. Bauske — nom qu'elle gardera officiellement jusqu'en 1918 — devint du temps de l'Empire russe un chef-lieu de district du gouvernement de Courlande.
Après ces guerres, Bauska profite d'une période de stabilité pour devenir un centre de commerce entre Riga et la Lituanie. De nombreux habitants sont marchands, céramistes ou travaillent pour la brasserie de bières. En 1823, 6 maisons de la ville sont en briques et 114 en bois, ce qui explique les destructions fréquentes par incendie. Historiquement les services sociaux sont gérés par les Germano-Baltes. Au XVIIIe siècle, de nombreux juifs s'installent à Bauska jusqu'à former en 1850 la moitié de la population et participer à la diminution de la forte influence allemande.
En 1915, l'Armée de l'Empire allemand prend la ville faisant fuir la moitié de la population. En 1916, les Allemands installent le premier réseau électrique. En 1918, l'Armée rouge occupe la ville qui est rapidement reprise par les Bermontiens jusqu'en 1919, quand l'armée lettone repousse définitivement les Bermontiens.
De 1918 à 1940, la proportion de Lettons croît fortement jusqu'à ce qu'ils forment 75 % de la population de la ville.
En 1939, peu avant la Seconde Guerre mondiale, les Germano-Baltes sont rapatriés en Allemagne, ce qui fait perdre à la ville l'une de ses composantes ethniques séculaires. La Shoah fait perdre à Bauska sa population juive. En 1944, l'Armée rouge envahit la Lettonie, en six semaines de pilonnage les Soviétiques détruisent un tiers des bâtiments de la ville. Des gravats resteront dans les rues jusqu'aux années 1950. Jusqu'en 1991, Bauska fera partie de la république socialiste soviétique de Lettonie, pendant cette période la population dépasse 10 000 habitants lettons et russes.
En 2009, Bauska devient le chef-lieu de la commune du même nom, dont le territoire est agrandit lors d'une réforme administrative en 2021.

## La communauté juive
Au XIXe siècle, Bauska a une communauté juive prospère dont les membres sont enseignants, cuisiniers ou employés de la brasserie.
Parmi ses rabbins citons Abraham Isaac Kook qui deviendra le futur grand-rabbin d’Israël et Mordechai Eliasberg .
En 1850, les juifs forment 50 % des habitants de Bauska.
En 1920, la population juive a été divisée par 6 en 40 ans.
En 1941, à la suite de l’invasion nazie, les juifs restant à Bauska et ses environs sont torturés et exécutés.
Une exposition sur l’histoire des juifs de la ville est ouverte depuis les années 1990.

## La communauté des Votes
En 1445, l'ordre Teutonique fait venir près de 3 000 Votes (qu'ils appellent Krieviņi dérivé de Krievs, c'est-à-dire russe) pour la construction d'un château à Bauska. Les Votes se sont installés dans la région et on considère qu'au XIXe siècle, plus de 1 000 personnes parlaient le vote en Lettonie.

## Population

### Composition ethnique
Au recensement de 1930, la population comprenait 75,1 pour cent de Lettons, 18,9 pour cent de Juifs, 4,6 pour cent de Polonais, 2,4 pour cent de Lituaniens et 1 pour cent de Russes. Le recensement soviétique de 1989 donne 73,8 pour cent de Lettons, 14,7 pour cent de Russes, 4,7 pour cent de Lituaniens, 2,5 pour cent de Biélorusses, 1,7 pour cent d'Ukrainiens et 1 pour cent de Polonais. En 2015, la composition ethnique de la ville était estimée ainsi : 78,1 pour cent de Lettons, 10 pour cent de Russes, 5,3 pour cent de Lituaniens, 2,7 pour cent de Biélorusses et 1 pour cent de Polonais et d'Ukrainiens.

### Évolution démographique
Recensements (*) ou estimations de la population :
| 1897* | 1920  | 1925  | 1930  | 1959* | 1970* | 1979*  |
| ----- | ----- | ----- | ----- | ----- | ----- | ------ |
| 6 544 | 2 902 | 5 093 | 4 904 | 6 897 | 8 669 | 10 255 |

| 1989*  | 2000*  | 2001* | 2012  | 2015  | 2021  | - |
| ------ | ------ | ----- | ----- | ----- | ----- | - |
| 10 810 | 10 840 | 9 508 | 9 398 | 9 061 | 9 840 | - |

## Personnalités liées à la ville
- Inese Tarvida, taekwondoïste
- Berta Pīpiņa, née Ziemele (1883-1942), enseignante, écrivaine, journaliste, femme politique et militante féministe lettonne.

## Monuments
- Château de Bauska (Moyen Âge, 1443)
- Le centre ville
- L'église orthodoxe
- Musée d'arts et études régional

## Transport
- Bus (de et vers toutes les villes des environs) et Vilnius, Kaunas, Tallinn.

## Galerie

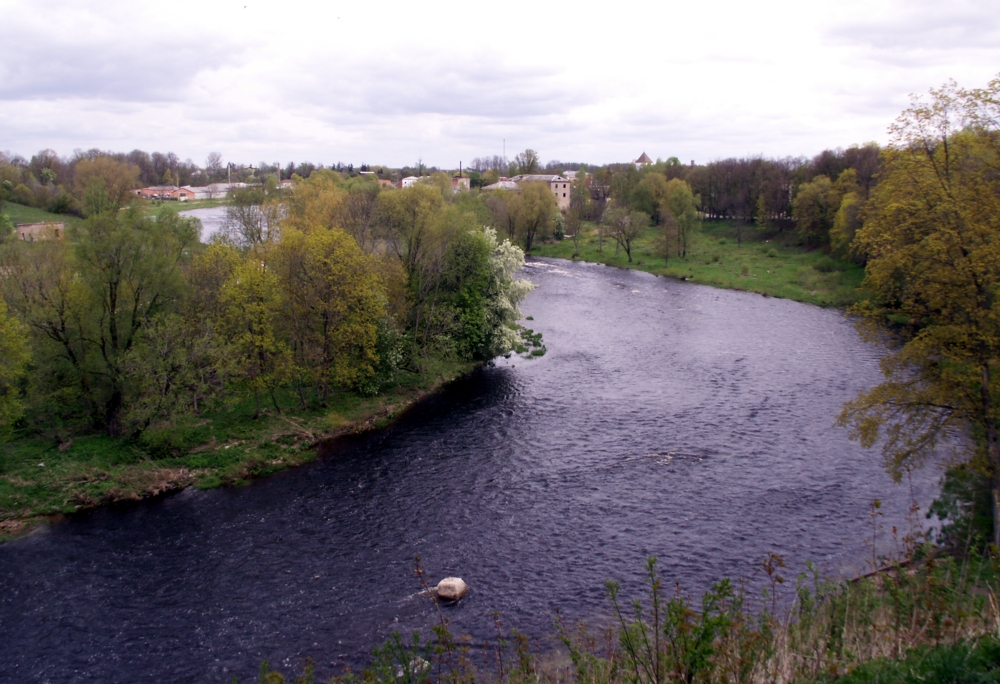
La rivière Memele à Bauska.
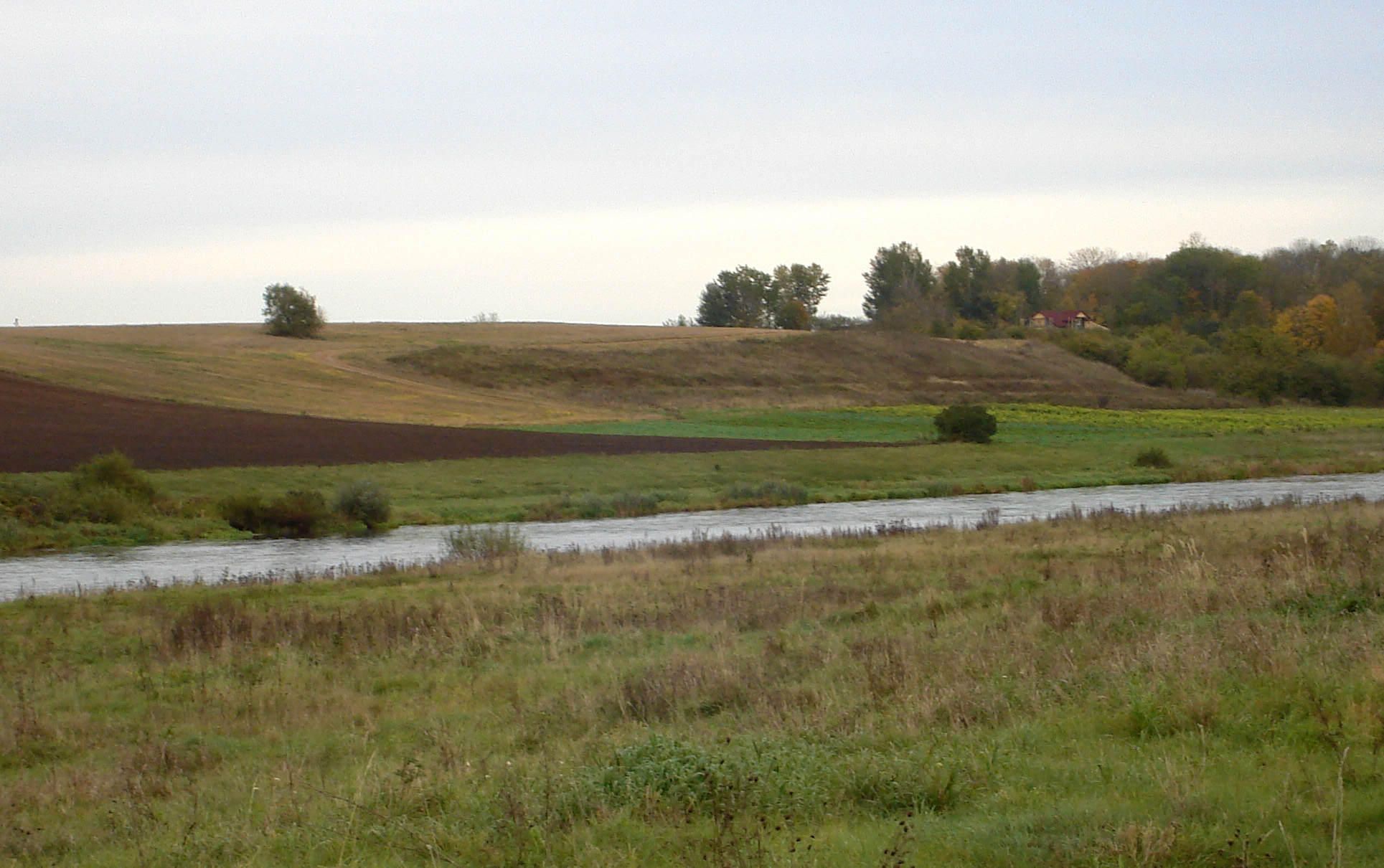
La rivière Lielupe près de Bauska.
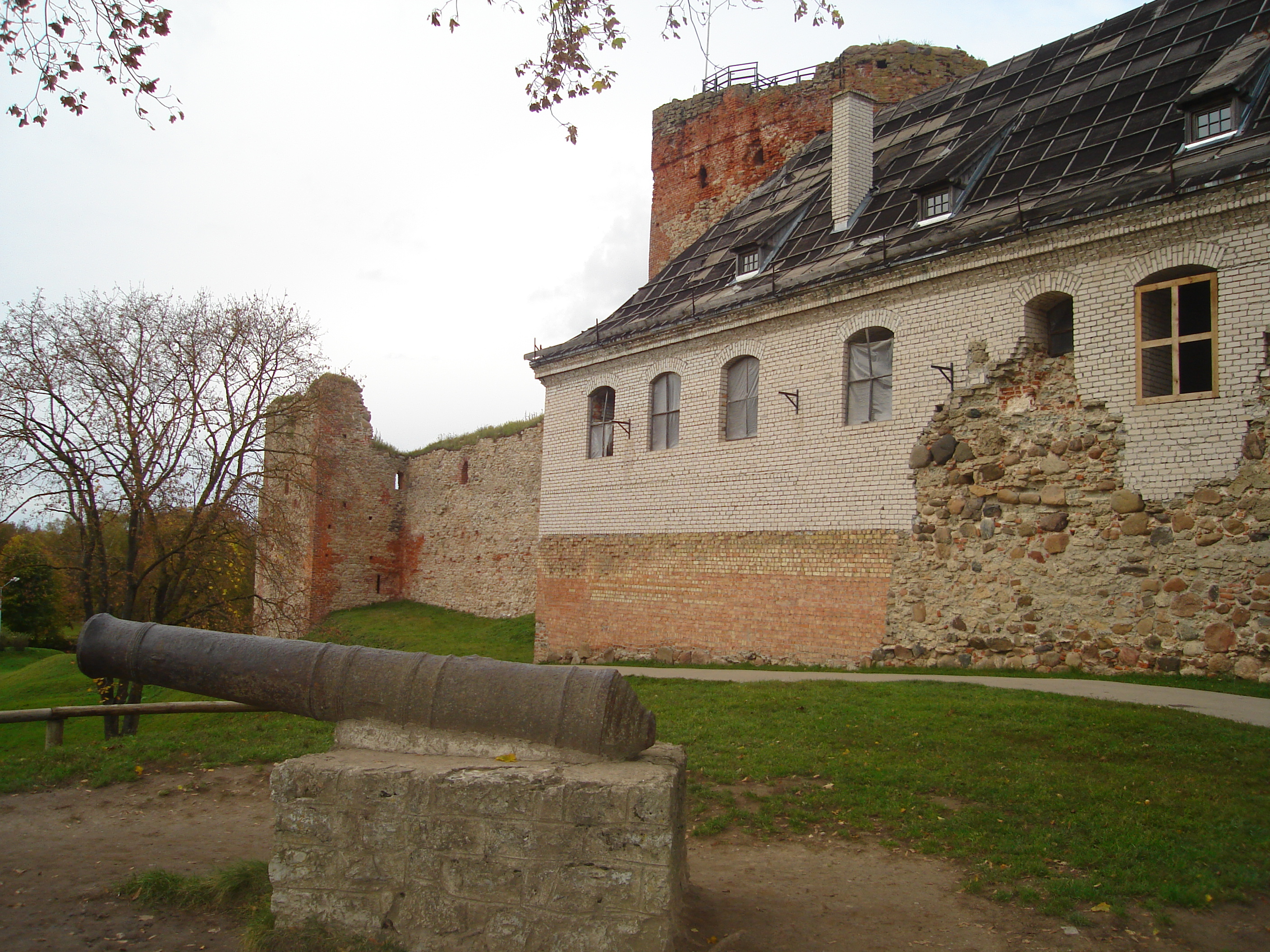
Le château de Bauska.
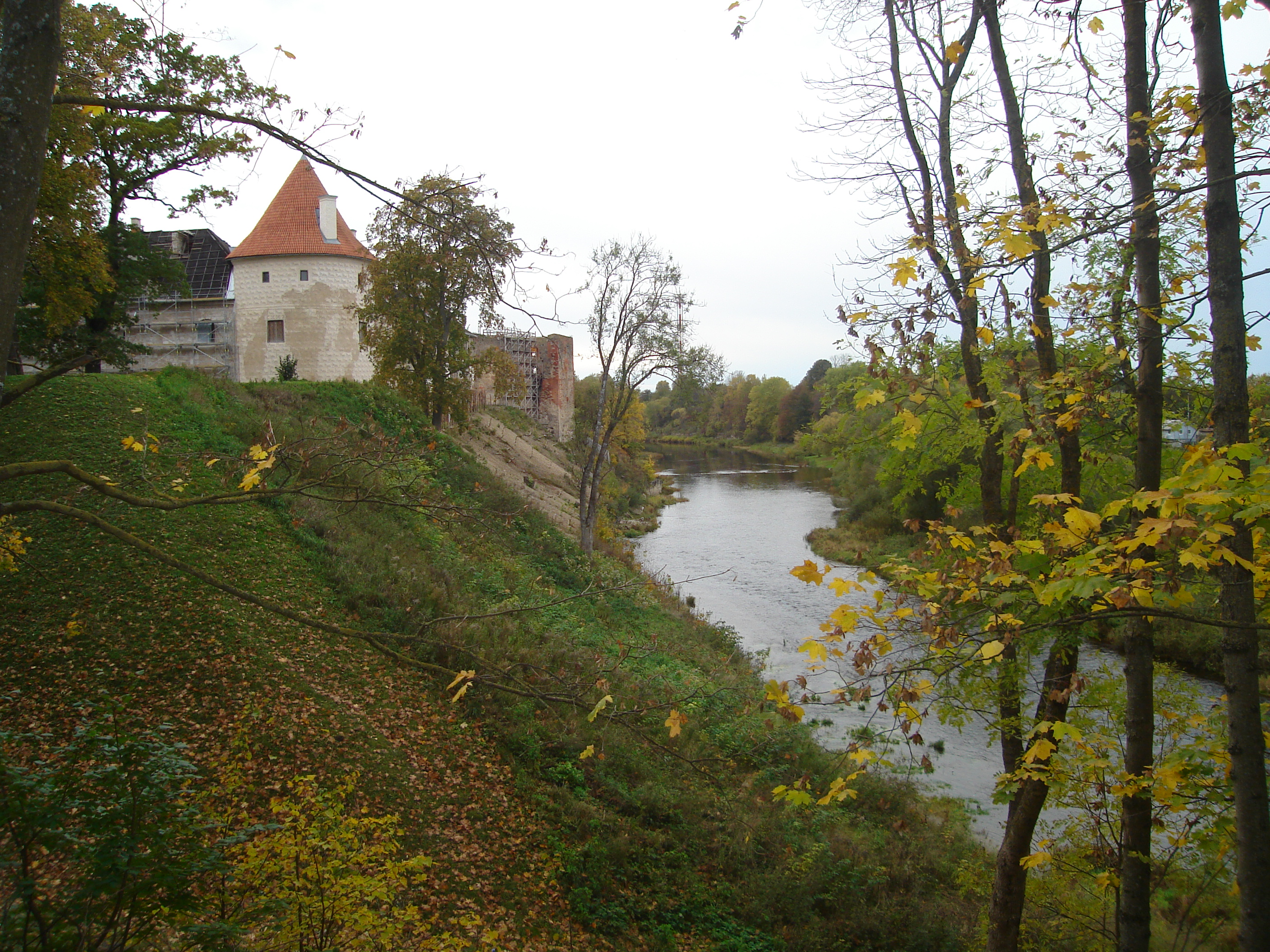
La rivière Mēmele près du château.
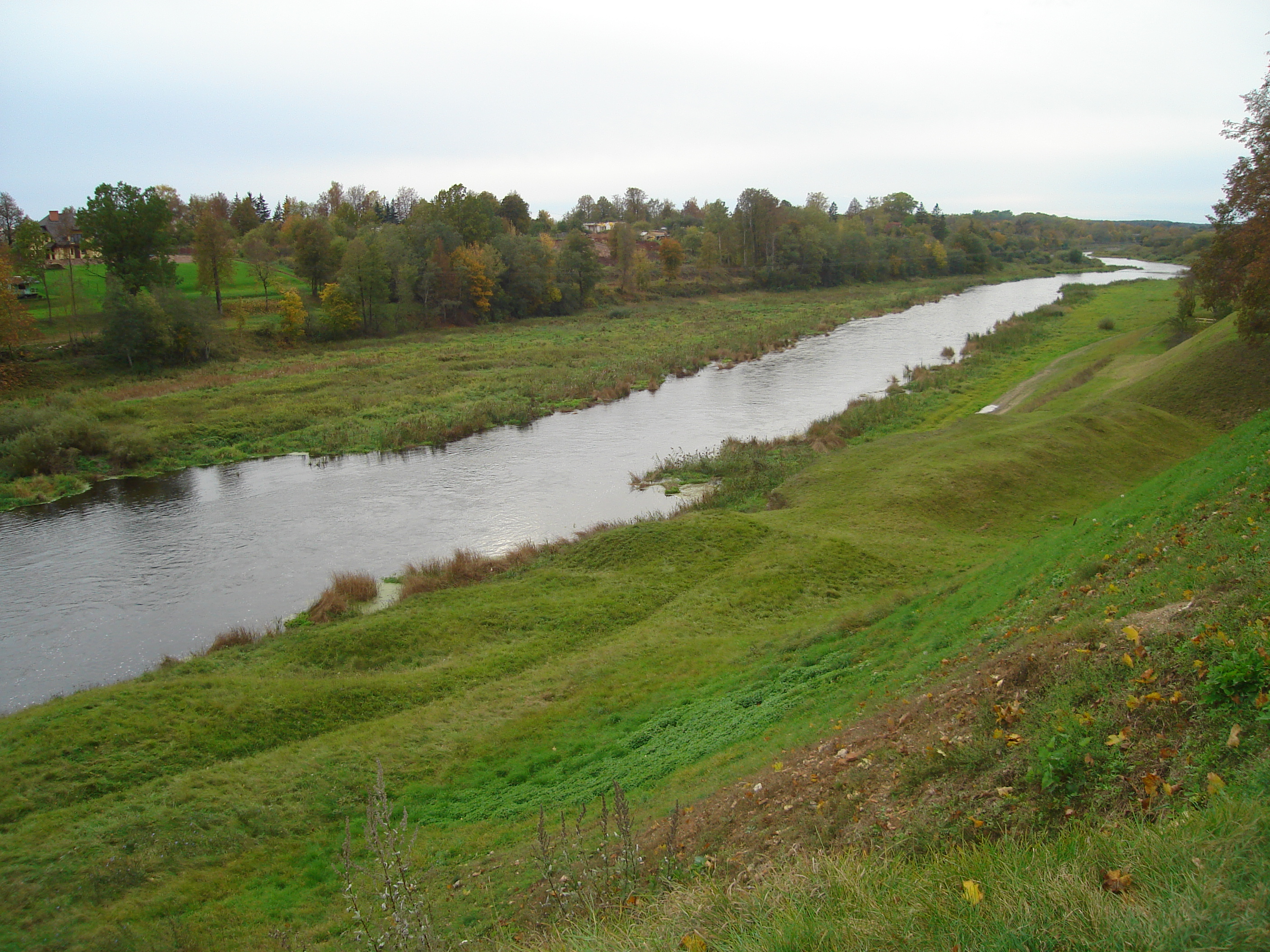
La rivière Mūsa près du château.